# Ludwig Nüdling

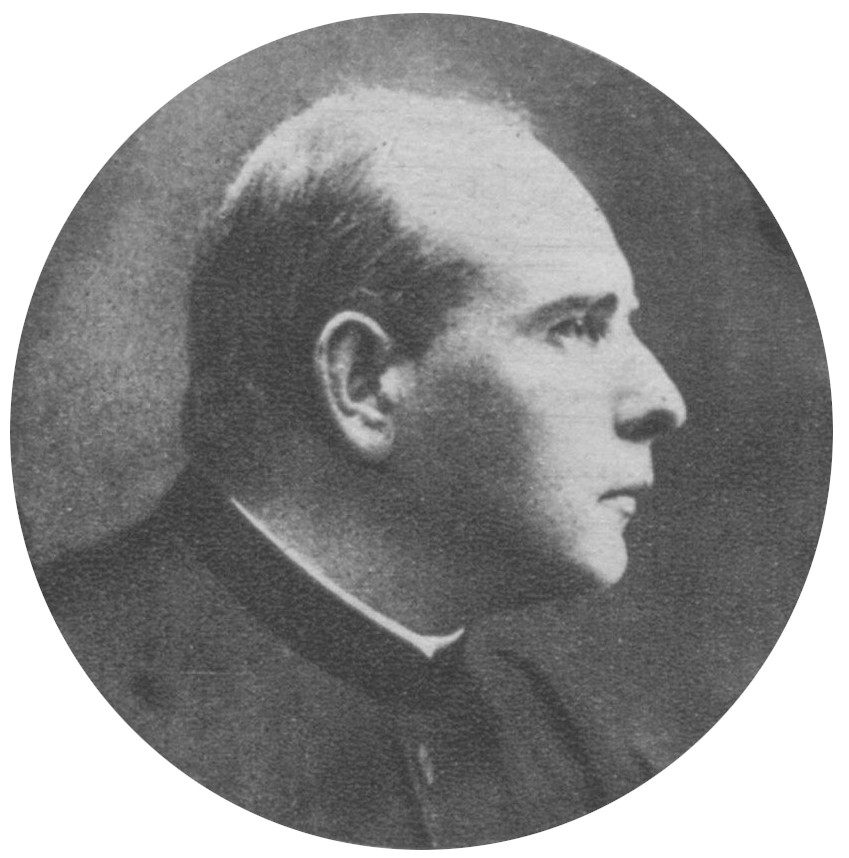
Ludwig Nüdling, 1918

Ludwig Nüdling (* 26. Februar 1874 in Poppenhausen (Wasserkuppe); † 4. Juli 1947 in Motzlar) war ein katholischer Priester im Bistum Fulda, der sich der Heimatdichtung widmete.

## Leben und Wirken
Nüdling, der 1897 zum Priester geweiht wurde, war einer der Herausgeber der Erstkommunionsschrift „Kommunionsglöcklein“. In Aufenau wirkte er zwischen 1907 und 1919 als Seelsorger. In dieser Zeit verfasste er eine Anzahl von Gedichten und eucharistischen Texten, die in ganz Deutschland publiziert wurden. So auch das Schauspiel Die Schutzfrau von Münnerstadt, eine Legende aus dem Dreißigjährigen Krieg. In der Aufenauer Zeit hatte Nüdling guten Kontakt zum damaligen Kaplan und späteren Pfarrer von Bad Orb, Alfons Maria Lins. Lins ließ Nüdlings Das Opfer Abrahams in Bad Orb inszenieren und mehrfach aufführen.
Nach dem Ersten Weltkrieg war er Pfarrer in Kleinsassen. Von 1938 bis zu seinem Tod 1947 lebte er in der Roßbergklause am Oberrothhof, wo er 1938 den Wallfahrtsort Marienlinden begründete.

## Erinnerungen
Pfarrer i. R. Monsignore Franz Koska aus Aufenau baute die Sammlung seiner Werke und Erinnerungsstücke über Jahre hinweg auf und begründete damit das Nüdling-Museum, das im alten Pfarrhaus der katholischen Gemeinde neben der Kirche untergebracht ist.
Etliche Verkehrswege sind Ludwig Nüdling gewidmet: Ein Ludwig-Nüdling-Weg, findet sich in seinem Heimatort Poppenhausen, weiter in Kleinsassen, Münnerstadt und in Müs, auf einen Ludwig-Nüdling-Ring trifft man im Petersberger Ortsteil Steinhaus. Auch im Wächtersbacher Ortsteil Aufenau, einer seiner Wirkungsstätten, gibt es eine Nüdlingstraße. In Poppenhausen wurde 1951 zu Ehren Nüdlings in der Nähe der Mariengrotte am Hausberg „Stein“ eine Gedenktafel angebracht.

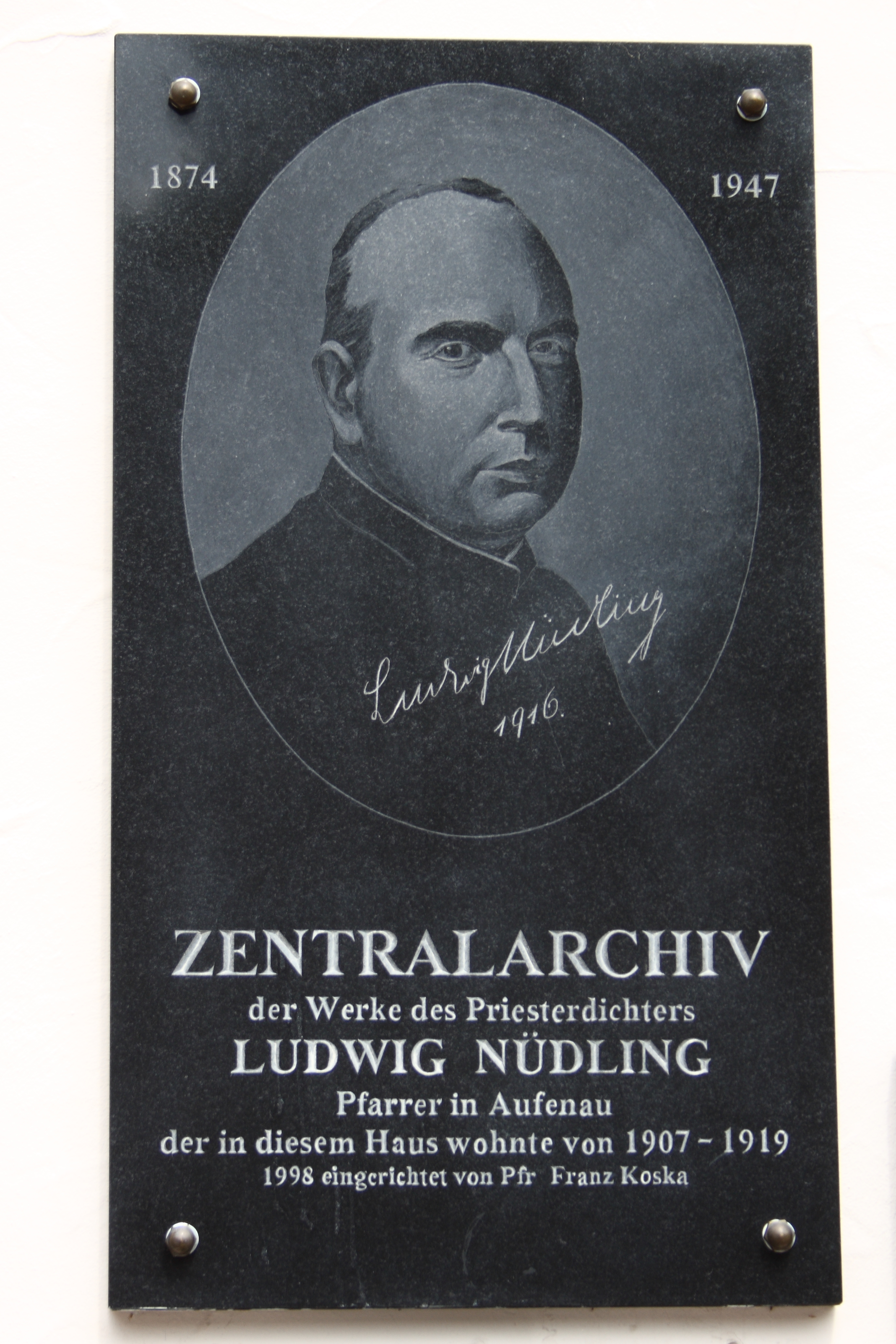
Zentralarchiv Ludwig Nüdling im Pfarrhaus von Aufenau

## Werke (Auswahl)
- Kindergedichte (1912)
- Der Lehnstuhl (Gedicht zum Gedenken an seine Mutter)
- Die Schutzfrau von Münnerstadt
- Das Opfer Abrahams
- Lukas der Arzt (unvollendet)
- „Land und Leute der Rhön“, Erzählungen, Theaterstücke und Verse,  herausgegeben von Paul Birkenbach